# Візова політика Фіджі
Для в'їзду на територію Фіджі громадянам більшості держав не потрібне завчасне отримання візи. Громадянам деяких країн віза для в'їзду в країну потрібна.

## Мапа

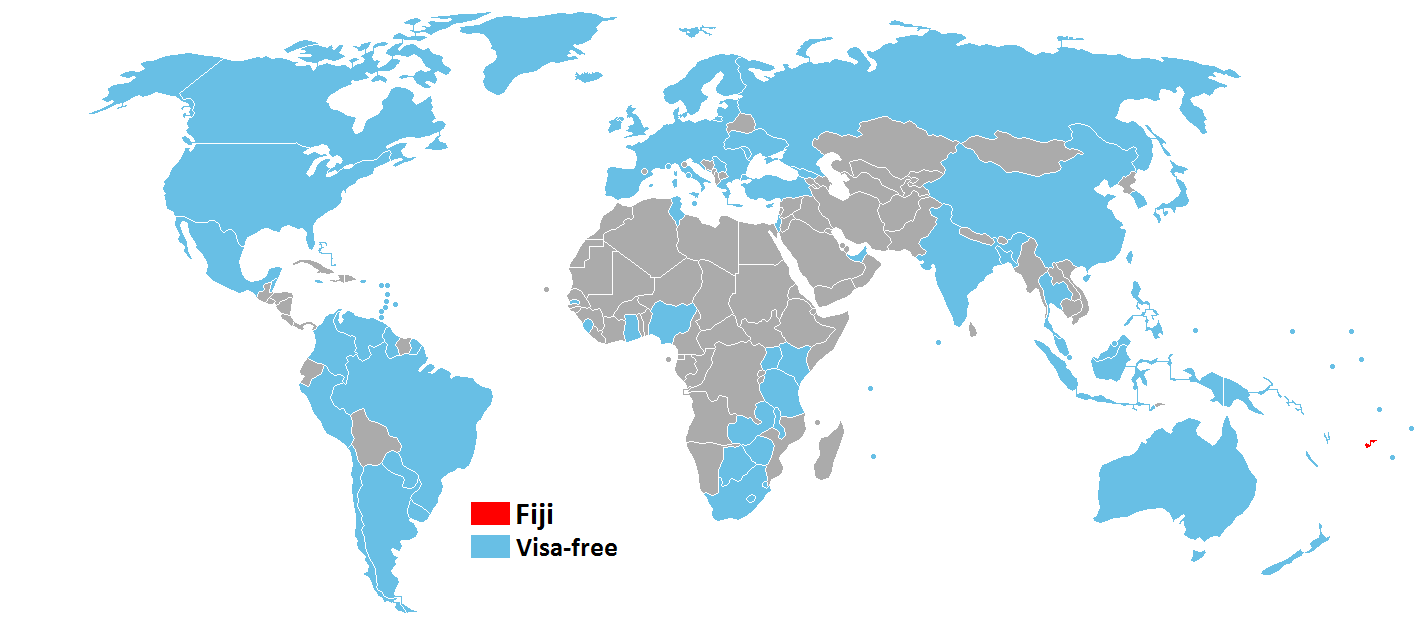
Візова політика Фіджі

## Не потрібна віза (до 120 діб)
- але не Хорватія

| - Антигуа і Барбуда - Аргентина - Австралія - Багамські Острови - Бангладеш - Барбадос - Беліз - Ботсвана - Бразилія - Бруней - Канада - Чилі - КНР - Колумбія - Домініка - Гамбія - Гана - Гренада - Гаяна - Гонконг - Ісландія | - Індія - Індонезія - Ізраїль - Ямайка - Японія - Кенія - Кірибаті - Лесото - Ліхтенштейн - Макао - Малаві - Малайзія - Мальдіви - Маршаллові Острови - Маврикій - Мексика - Федеративні Штати Мікронезії - Молдова - Монако - Науру - Нова Зеландія | - Нігерія - Норвегія - Палау - Папуа Нова Гвінея - Парагвай - Перу - Філіппіни - Росія - Сент-Кіттс і Невіс - Сент-Люсія - Сент-Вінсент і Гренадини - Самоа - Сенегал - Сербія - Сейшельські Острови - Сьєрра-Леоне - Сінгапур - Соломонові Острови - ПАР - Південна Корея - Есватіні | - Швейцарія - Республіка Китай - Танзанія - Таїланд - Тонга - Тринідад і Тобаго - Туніс - Туреччина - Тувалу - Уганда - Україна - ОАЕ - США - Уругвай - Вануату - Ватикан - Венесуела - Замбія - Зімбабве |  |